# لیندا رانستد
لیندا ماریا رانستَد (به انگلیسی: Linda Maria Ronstadt) (زاده ۱۵ ژوئیهٔ ۱۹۴۶) خواننده آمریکایی است. او تاکنون ۳۰ آلبوم استودیویی منتشر کرده و برنده جوایزی از جمله گرمی (۱۱ بار)، آکادمی موسیقی کانتری (۲ بار) و امی شده‌است. نامزدی‌هایی نیز برای جایزه‌های گلدن گلوب و تونی کسب کرده‌است.
رانستد در آوریل ۲۰۱۴ به عضویت تالار مشاهیر راک اند رول درآمد.

## زندگی هنری
لیندا رانستد با هنرمندان مشهور سبک کانتری چون دالی پارتن و امیلو هریس آلبوم مشترک ضبط کرده‌است. او مدتی نیز به خوانندگی اپرا پرداخت.
او در مصاحبه‌ای در سال ۲۰۱۱ اعلام کرد که قصد بازنشستگی دارد و دیگر به اجرای زنده نخواهد پرداخت.

## زندگی شخصی
لیندا رانستد در سپتامبر ۲۰۱۳ خودزندگی‌نامهای منتشر کرد. در همان سال اعلام شد که او به بیماری پارکینسون مبتلاست.